# Ilvesheim
Ilvesheim è un comune tedesco di 7 613 abitanti, situato nel land del Baden-Württemberg.